# 마의 산

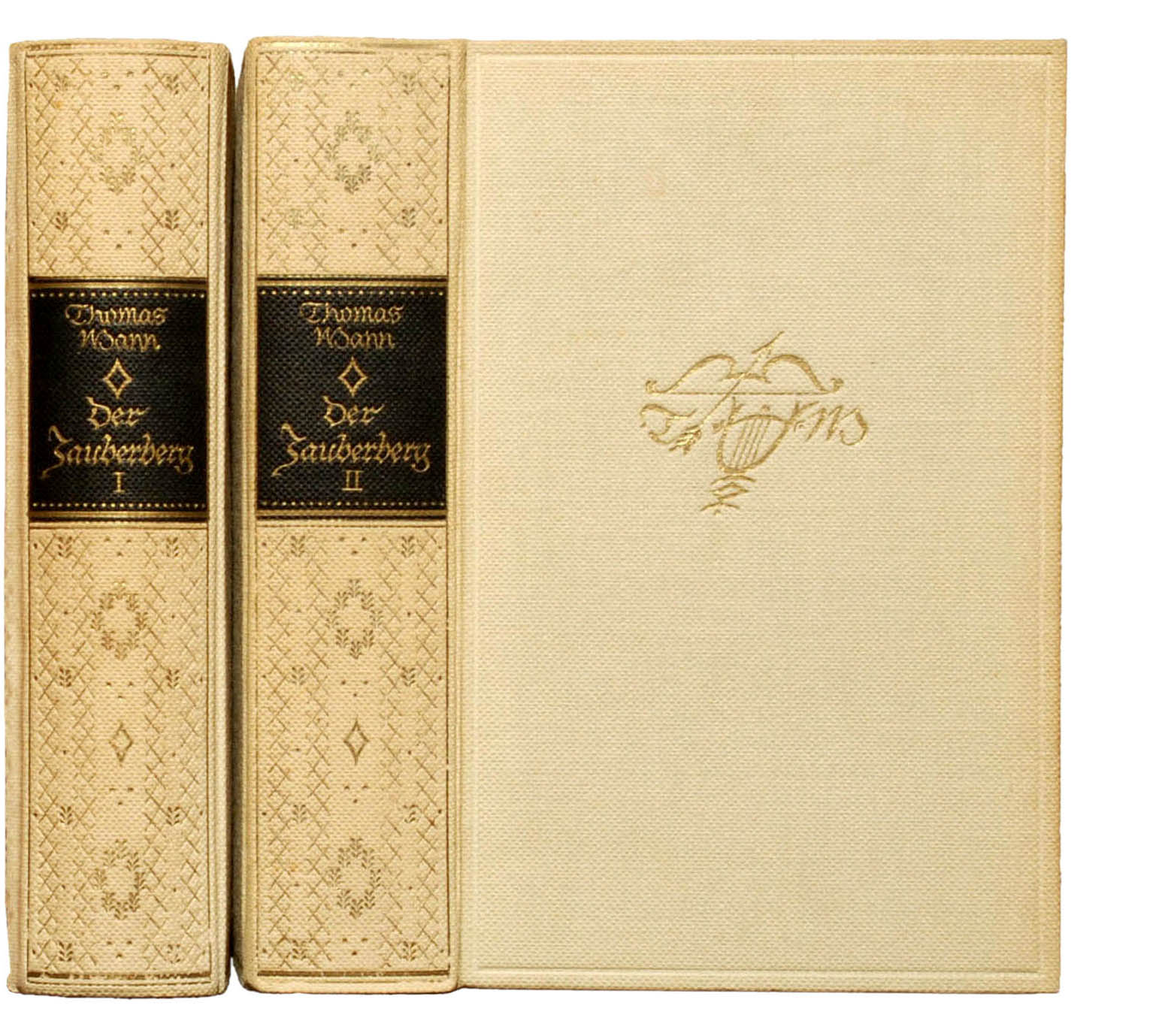
1924년에 출간된 마의 산 초판본

마의 산(魔의 山, 독일어: Der Zauberberg, 1924년)은 토마스 만의 장편소설이다. '사회적 휴머니즘'이라는 토마스 만 문학의 정수를 보여주는 작품이다. 토마스 만의 사상 전환과 관련하여 기념비적인 작품으로 평가되는데, 초기의 대립적 인생관을 극복하여 대립에 지배당하지 않고 역으로 대립을 지배하고 전진하는 것이 인간의 이상적인 생활방식이라는 사상을 제기하였다. 해석의 관점에 따라 교양소설, 시대소설, 시간소설, 성년입문소설 등으로 분류된다.
'마의 산'은 소설의 공간적 배경인 알프스산맥에 위치한 요양원을 상징한다. 제1차 세계 대전 전에 시민사회가 끝난다는 것을 알려주는 소설로서 토마스 만이 전통적인 문화와 사회의 죽음을 형상화하는 데 사용한 이미지는 요양원의 세계이다. 요양원의 모습을 통해 한 문화 전체가 몰락하는 것을 묘사하고, 주인공 카스토르프의 개인적 삶을 통해 시민적 주체가 사라지는 것을 형상화한다.

## 집필 동기
1912년 토마스 만의 배우자 카티아가 폐렴이 의심되는 증상으로 스위스 그라우뷘덴주 다보스의 요양소에 입원했을 때 토마스 만이 문병을 가 3주간 그곳에서 체재하면서 얻은 체험을 토대로 쓰여졌는데, 제1차 세계 대전이 중도에 발발했기 때문에 집필에 12년이 걸렸다.
《마의 산》은 죽음에 대해 전혀 고민해 본 적이 없는 23세의 주인공 한스 카스트로프가 죽음을 대면하면서 인식의 변화를 겪는 과정을 다루고 있다. 1000페이지에 달하는 이 책의 핵심은 '인간은 선과 사랑을 위해 결코 죽음에 자기 사고의 지배권을 내주어서는 안 된다'라는 문장에 나타나 있다. 토마스 만은 이 문장만 이탤릭체로 표기했을 정도로, 잔인한 현실 앞에 이상을 저버리지 말자고 힘주어 주장하였다.

## 줄거리
23세의 상인 카스토르프는 알프스산맥에 위치한 다보스의 요양원에 있는 사촌 형제 요아힘 침센을 문병 갔다가 그곳 의사에게서 흉부 질환이 있음을 주의받아 7년간 요양원 생활을 하게 된다. 생명의 위험이 예보(豫報)된 사람들의 사회는 반대로 생에 염증을 느낀 세계이기도 하다. 남이 하는 짓을 흉내내고, 심령술(心靈術)이나 우표수집 등의 놀이가 무질서하게 유행한다.
공기도 희박한 산악 세계의 고원에는 전 유럽에서 유복한 환자들이 모여든다. 그들은 영국, 이탈리아, 러시아, 독일 등지에서 결핵을 치료하기 위해서 오지만, 다른 환자들이 죽어가는 것을 목격하고는 그들에게도 머지않은 장래에 동일한 운명이 닥칠 것이라고 예감한다. 그리고 아직까지 죽음에 이르지 않은 사람은 하루 중 대부분의 시간을 누워서 안정을 취할 뿐이다. 그것은 죽음과 다를 바 없다.
요양원에서의 일상은 본질적으로 네 가지 일로 제한되어 있다. 먹고, 대화하고, 누워 있고, 치료를 받는 일 등이다. 하루 중 다섯 번 하게 되는 풍성한 식사는 일곱 개의 식탁이 갖추어져 있는 식당에 차려지며, 요양객들은 그곳으로 모여든다.
요양원에 있는 환자들 중에서 주인공 카스토르프의 내면 성장을 위해 교육자로서의 역할을 하는 인물들로서 제템브리니, 나프타, 쇼샤, 페페르코른 등을 들 수 있다. 각 인물의 등장 시점과 역할은 다르다.
제템브리니는 합리주의자이며 진보주의자를 자처하는 인문주의자이다. 그는 '육체는 바로 정신'이라는 일원론자로서, 본질적으로 죽음의 세계에 친근감을 느끼는 카스토르프를 이성과 진보의 믿음이 존재하는 의무와 일의 세계인 평지 세계로 되돌려 보내기 위하여 많은 노력을 한다.
쇼샤는 키르키스인 눈처럼 회색을 띤 매력적인 푸른 눈과 관능적인 외모를 소유하고 있으며 질병과 죽음을 상징하는 인물이다. 카스토르프가 산상 요양원에 입원한 지 7개월 후 사육제 날 저녁에 쇼샤에게 사랑 고백을 하지만 그녀는 그 이튿날 요양원을 떠나가 버린다.
나프타는 예수회원 교도이며 허무한 반자본주의자이다. 육체를 타락되고 부패한 것으로 생각하고 건강을 비인간적인 것으로 보며, 오히려 병과 죽음을 찬양한다. '육체란 자연이며, 그 자연은 정신과 대립된다'고 하는 이원론자로서, 진보주의자 제템브리니와 자주 충돌하고 논쟁을 벌인다.
죽음의 과정을 거치지 않는 미래만을 희구하는 이상주의자 제템브리니와 광신적으로 신의 나라의 절대성을 주장하는 나프타는 갈등하며 결투를 벌인다. 나프타는 제템브리니의 휴머니즘의 허위성을 반박하다가 결투장에서 권총으로 스스로 목숨을 끊는다.
페페르코른은 커피 재배업자로 동양과 서양을 동시에 대표하고 있는 인물이다. 요양원을 떠났던 쇼샤와 함께 요양원에 등장하였다. 건강과 삶을 긍정하는 디오니소스적 인물로서, 제템브리니와 나프타를 왜소하게 만들고 쇼샤의 위험성을 줄여주며 카스토르프를 강하게 만들어주는 기능을 한다.
요아힘 침센은 병이 완쾌되지도 않았는데, 요양원 생활에 지친 나머지 하산해 다시 군대로 돌아간다. 사촌 형제를 떠나보내고 혼자가 된 카스토르프는 요양원 생활의 단조로움과 무기력함을 부끄럽게 생각해 스키를 배울 결심을 한다. 몇 차례의 연습을 통해 스키를 탈 수 있게 되고 그러다 어느 하루 스키를 타고 흰 눈이 덮인 아름다운 계곡을 따라가다가 길을 잃고 눈보라에 갇혀버리게 된다. 생사의 갈림길에서 카스토르프는 꿈을 꾸는데, 시간을 잊어버리고 몽환의 상태에서 어떤 경계 지역에 도착한다. 그곳은 삶과 죽음, 각성과 꿈, 문화와 자연, 시간성과 비시간성 사이의 중간 지점이다. 시간을 잊어버린다는 것은 눈으로 뒤덮인 요양원의 세계, 지향점을 찾는 카스토르프가 겪는 혼란, 형식들의 해체, 삶과 죽음의 근접성, 지속적으로 해체되는 인간의 존재 형식을 나타내는 표지로서의 시간 개념의 상실이다.
카스토르프는 병과 죽음이 지배하는 요양원에서 하산하고 현실적 삶으로 방향을 돌려 제1차 세계 대전에 참전한다.